# Doxocopa wilmattae
Doxocopa wilmattae is een vlinder uit de familie van de Nymphalidae. De wetenschappelijke naam van de soort is voor het eerst geldig gepubliceerd in 1907 door Cockerell.